# Industriefinanzierungs-Aktiengesellschaft Ost
Die am 16. Juli 1926 in Berlin gegründete Industriefinanzierungs-Aktiengesellschaft Ost (IFAGO) war ein deutsches Unternehmen zur Förderung der Handelsbeziehungen zwischen der deutschen Industrie und den Ländern des Ostens, insbesondere zur Finanzierung von Lieferungsgeschäften nach diesen Ländern. In den folgenden 15 Jahren wirkte sie beratend zwischen der Industrie und zwölf aufeinander folgenden, von Banken gebildeten „Kreditkonsortien Russland“.
Noch während der Verhandlungen zum deutsch-sowjetischen Wirtschaftsabkommen war 1925 zum Zwecke eines abgestimmten Auftretens gegenüber dem sowjetischen Außenhandelsmonopol die Ausfuhrvereinigung Ost gegründet worden. Als bekannt wurde, Wirtschaftsminister Julius Curtius strebe die Schaffung einer speziellen Bank für die Abwicklung eines 300 Millionen-Kredites an, preschte die Deutsche Bank vor mit der Organisation eines 27 Institute umfassenden Kreditkonsortiums unter ihrer Leitung und der Gründung der mit einem Kapital von 1,5 Millionen Reichsmark ausgestatteten IFAGO. Das Startsignal war im Reichsanzeiger vom 21. April 1926 der Abdruck einer „Bekanntmachung über die Ausfallbürgschaft des Reiches in Höhe von 35 Prozent und der Länder in Höhe von 25 Prozent bei Liefergeschäften nach der UdSSR“.
In der nun folgenden Reihe von Kreditabkommen fasste man Blocks von 100 bis 300 Millionen Reichsmark zusammen – auch mit Garantie der russischen Staatsbank – und ließ je nach dem individuellen Lieferabkommen zwischen Fabrik und Trust die sogenannten Russenwechsel ausstellen. Mit ihrer Laufzeit von zwei bis vier Jahren waren diese sowjetischen Handelswechsel nicht diskontfähig. Bis zur Einlösung des Originals durch die sowjetische Handelsvertretung, konnte die Lieferfirma die Zeit mit einem Wechselkredit der IFAGO überbrücken: Sie zog auf die IFAGO einen gleichwertigen Dreimonatswechsel, der vom Kreditkonsortium diskontiert und dem Exportunternehmen unter Abzug eines Diskonts und Berechnung von Gebühren gutgeschrieben wurde. Diesen „Flüssigmachungswechsel“ hieß es nun 2–4 Jahre lang alle drei Monate zu verlängern. In den Jahren der Weltwirtschaftskrise fehlte auf den Rundschreiben der IFAGO nicht der Hinweis, dass „den Kreditbedürfnissen der kleineren und mittleren Industrie besonders Rechnung getragen werden“ sollte. Der erstrebte Zweck, „eine Belebung des deutschen Arbeitsmarktes herbeizuführen“, blieb kein Wunsch: Wahrscheinlich 150.000 Arbeiter fanden hierdurch in den Tagen der Massenarbeitslosigkeit eine Beschäftigung. Im Jahr 1931, einem Jahr mit sehr regem Betrieb, machte die IFAGO 1100 Kreditanträge von 639 Firmen flüssig, im selben Jahr entrichtete die Sowjetunion 230 Mio. Mark in Gold an Deutschland zum Ausgleich der Handelsbilanz. Im Jahr 1932, das sich durch kleine Welthandelsumsätze auszeichnete, machten die Lieferungen in die Sowjetunion 10,9 Prozent des gesamten deutschen Exportes aus.
Mit dem Beginn des Krieges gegen die Sowjetunion war das Ende der Kreditgewährungen erreicht – abgesehen von einem aufgezwungenen Kredit für Rumänien – es folgte die Auflösung der Firma. Zuletzt hatte der Aufsichtsrat aus 9 Mitgliedern bestanden, während ihm nach der Gründung noch 29 Personen angehörten, darunter als Vorsitzender Professor Carl Duisberg. Sein erster Stellvertreter war Otto Wolff, zweiter Stellvertreter der Geheimrat Ludwig Kastl. Als einzige Bank war mit Paul Bonn die Deutsche Bank im Aufsichtsrat vertreten, aufeinander folgend ersetzt durch Gustaf Schlieper, Hermann J. Abs und Helmut Pollems. Carl Schubert und Gerhard Schauke wurden in den Vorstand berufen.